# 近江鉄道800系電車
近江鉄道800形電車（おうみてつどう800けいでんしゃ）は、近江鉄道の通勤型電車である。本項では種車が同じ820形についても記述する。近江鉄道は系を使用せず、形（けい）である。

## 概要
西武401系を1991年（平成3年）から1997年（平成9年）にかけて譲り受け、自社彦根工場にて改造の上で登場したもので、近江八幡・貴生川寄りからモハ800形（820形）-モハ1800形（1820形）の順に編成されている。以下に全車共通の改造項目を記す。
- ワンマン運転対応工事施工[6]（車外バックミラー・料金表・運賃箱設置等）
- 空気制動の電気指令式ブレーキ化[6]
- 連結面寄り裾角の切り欠き[注 4][6]
- 電気連結器の撤去
- モハ800形･モハ1800形の連結面寄りのパンタグラフ撤去[6][8]

主要機器は上述制動装置の改造以外はほぼ西武在籍当時のまま使用されている。車体塗装は西武時代と変わらず黄色一色とされており、本系列全編成の標準塗装となっている。また現在、従来ステンレス地むき出しで無塗装とされていた客用扉の黄色塗装化およびシートモケットの更新、つり革の交換が順次施工されている。
15編成計30両を数えた元401系譲受車のうち大半が本系列に改造され、最盛期は13編成26両を数えた。2022年（令和4年）6月19日現在は11編成22両が在籍している。
2015年（平成27年）後半から扉の開閉時に鳴動するドアチャイムの新設が行われている。

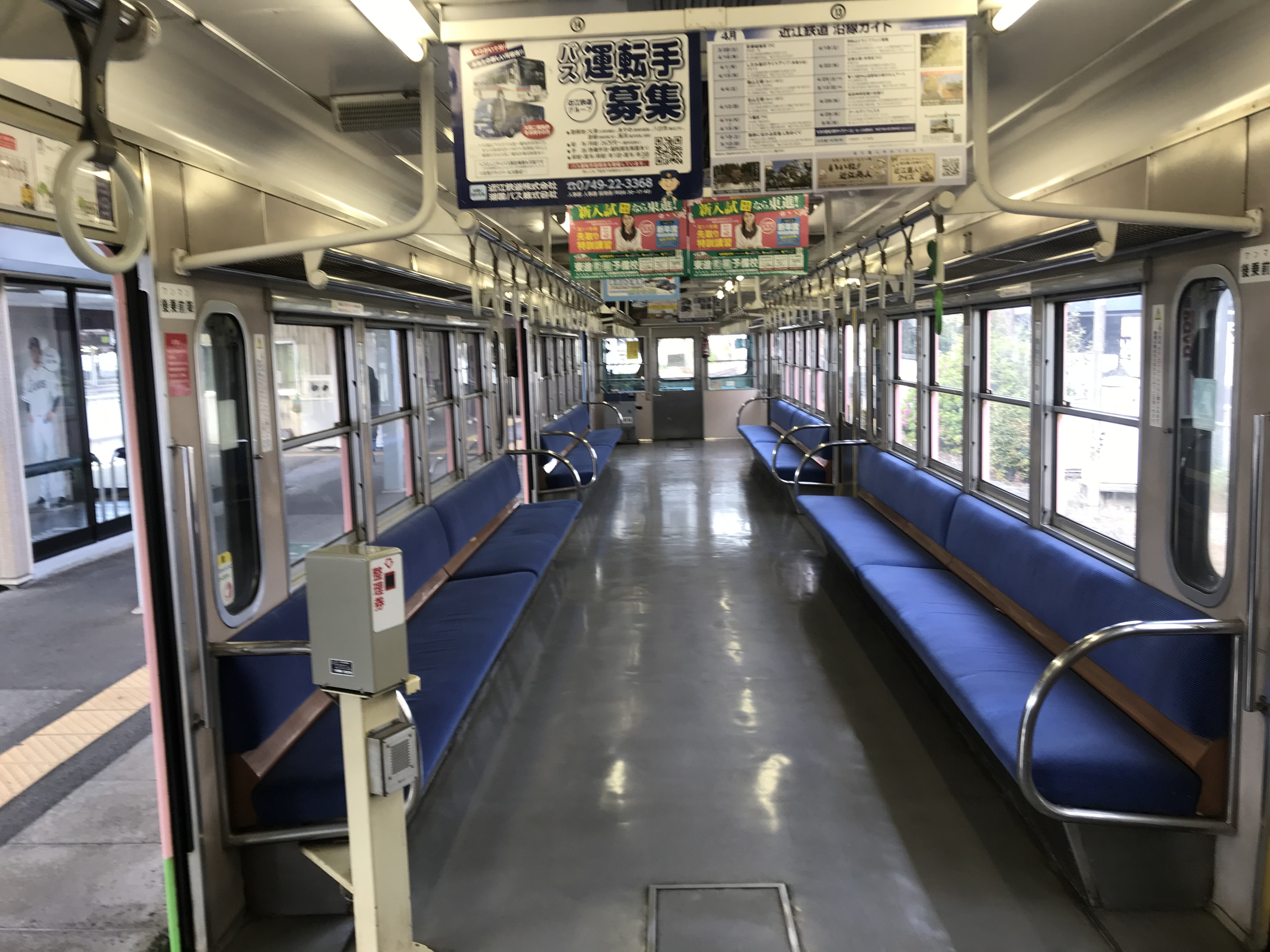
モハ1810の車内 （2020年4月）
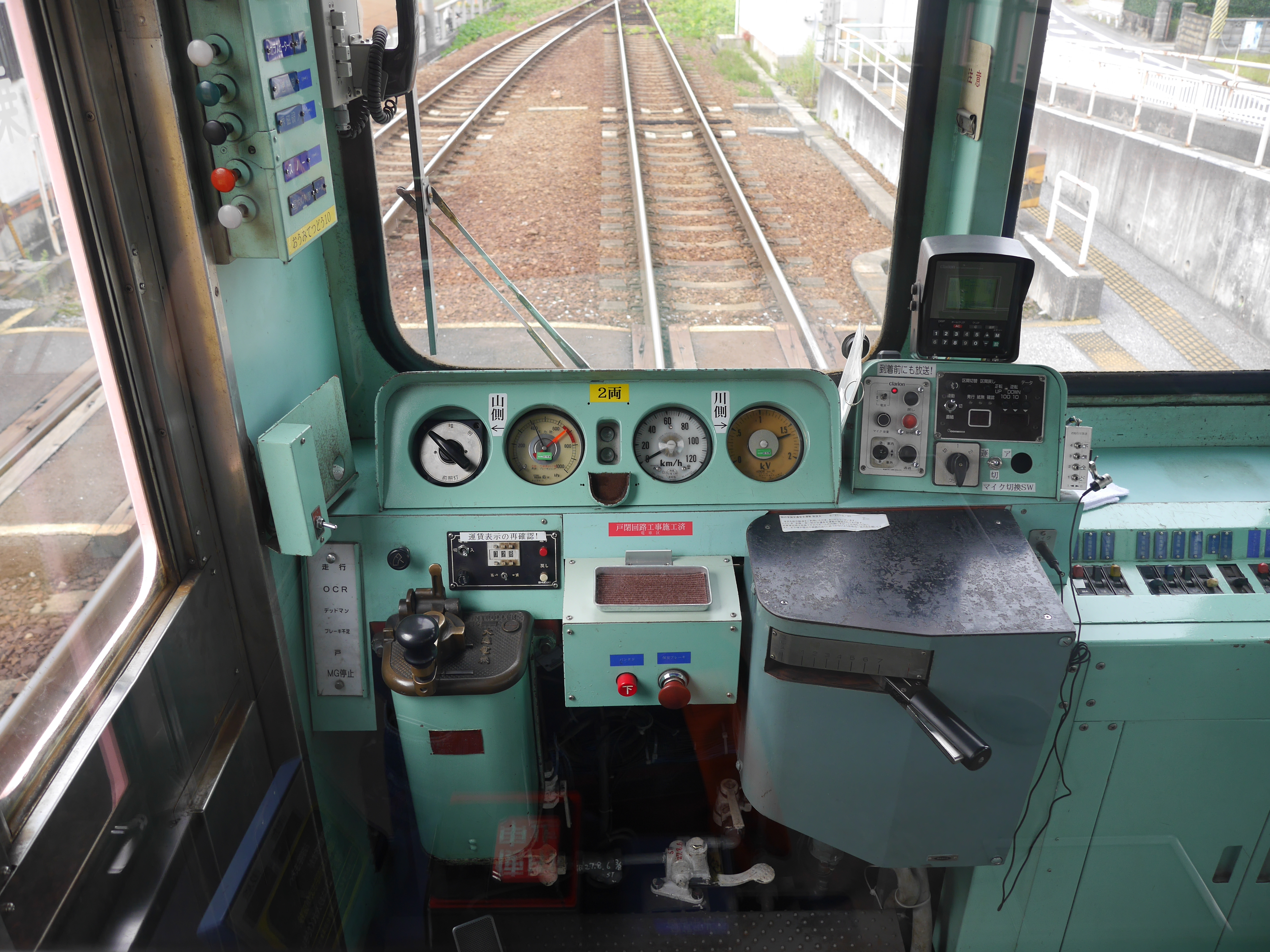
モハ810の運転席 （2015年9月）
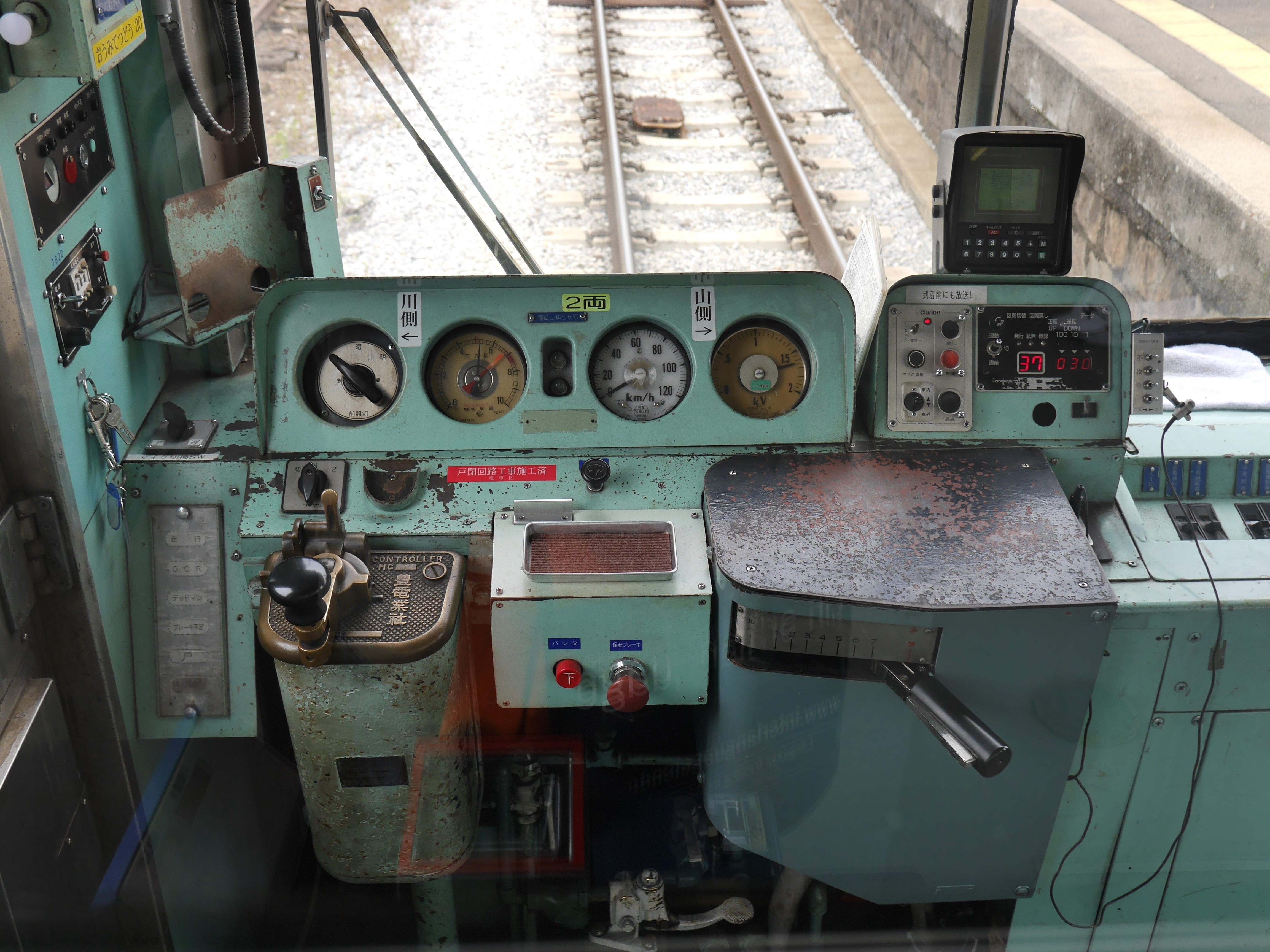
モハ1822の運転席 800系と820系の前面形状の差は運転席レイアウトにほとんど影響していないことがわかる。 （2015年11月）

## 800系
本系列のうち11編成22両を占める基幹形式である。正面形状は220形類似の額縁タイプの三面折妻形態に、前照灯および標識灯が角型タイプの一体ケース収納型に改造されているが、本形式では非貫通構造とされた点が220形とは異なる。また、種車401系の形態上の相違点の存在や、改造が長期にわたっていることから、編成ごとに形態の差異が見られる。
以下、編成ごとに仕様の詳細を述べる。なお、800系の竣工については全編成とも近江鉄道で廃車同様になった従来車を代々改造・更新扱いで竣工しているため、
車籍上は開業当時に発注された1898年（明治31年）製造のものまで存在する

### 801F
モハ801-モハ1801

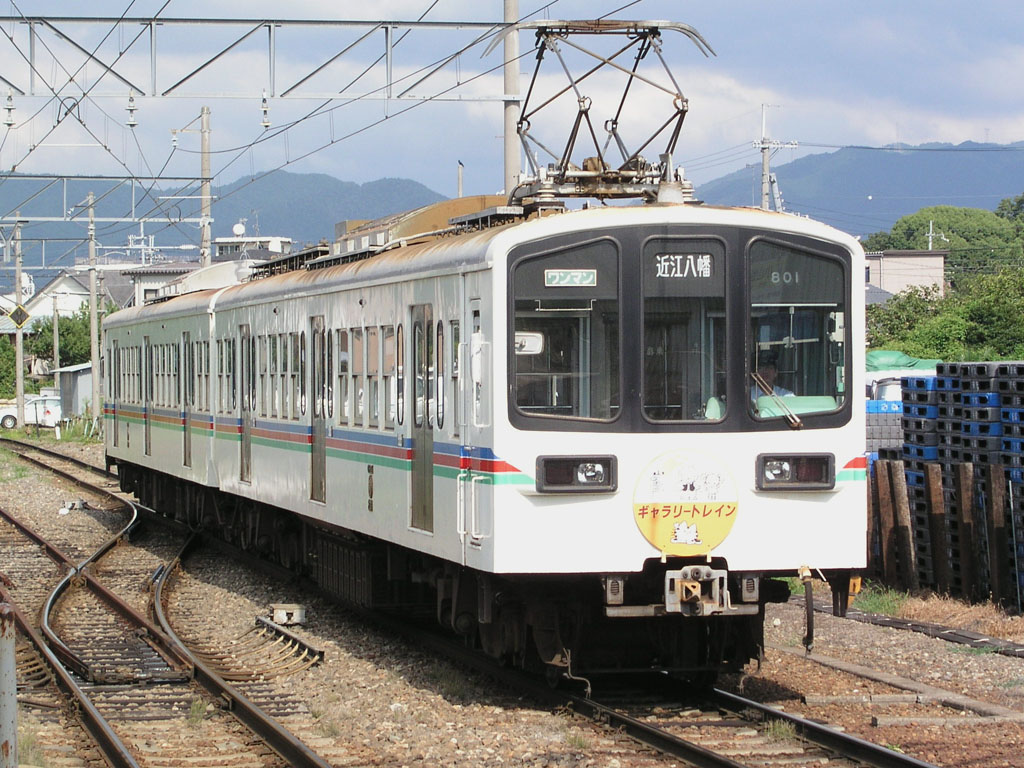
800系801F旧塗装
ギャラリートレインヘッドマーク付
（2006年9月、新八日市駅にて）

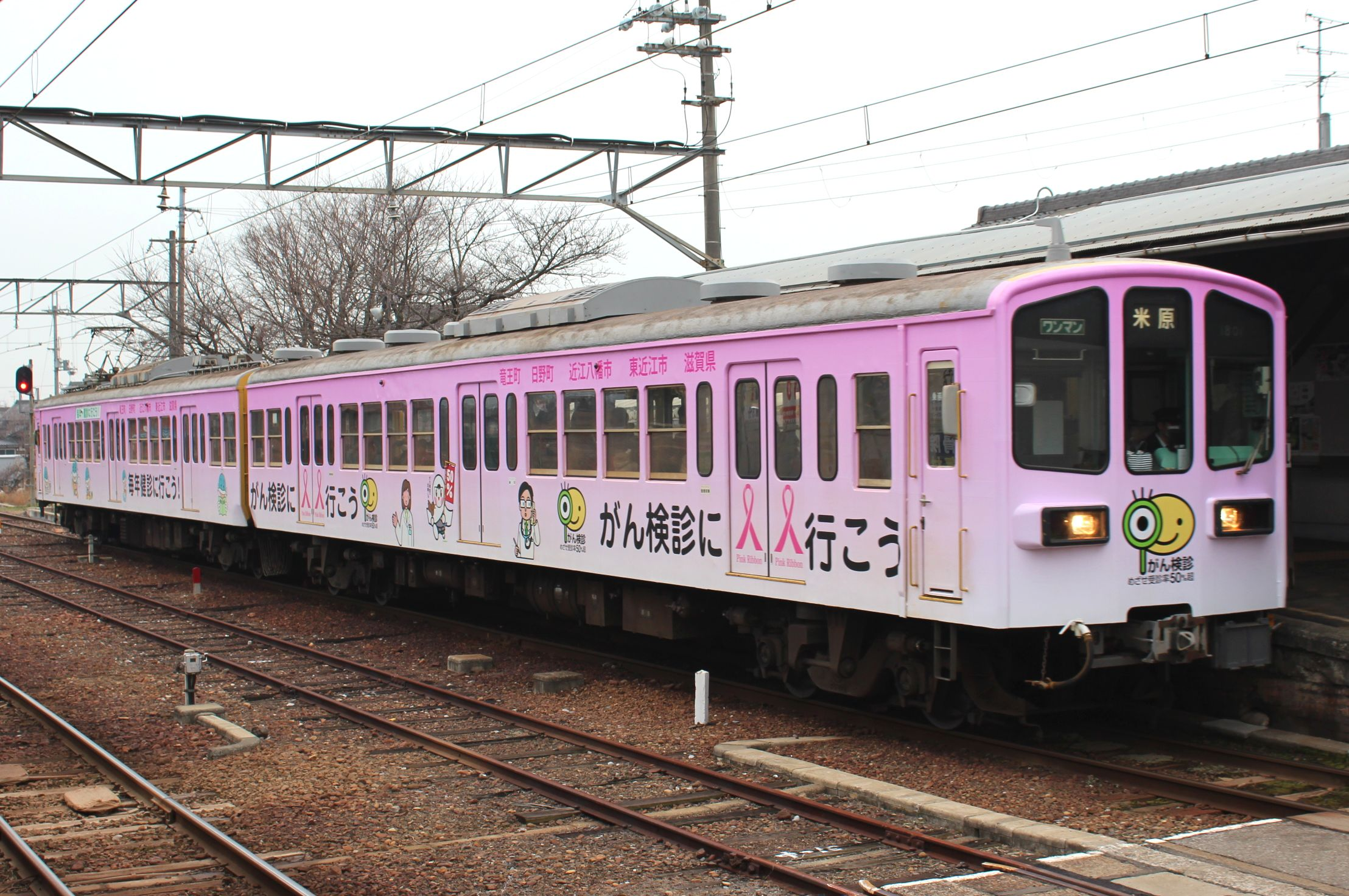
801F
がん検診啓発広告編成
（2013年1月、高宮駅にて）

1999年（平成11年）登場。種車は元403F。普通屋根・露出型雨樋縦管の初期型車体を持ち、本系列のトップナンバー編成として1993年（平成5年）に竣工していたが、落成当初は1801が電装解除されて1M1T編成であったことや、パンタグラフが2基搭載のままとされていたこと、車体塗装が220形と同じライオンズカラーであったこと等が後に登場した編成と異なっていた。しかし、竣工後八日市線の車両限界に抵触することが判明し、改良工事が完了するまで約6年もの間、使用されることなく彦根工場構内に放置されていたという経歴を持つ。1999年（平成11年）に営業運転を開始したが、その際801のパンタグラフを1基撤去し、1801を再度電装して他編成と仕様を揃えている。
長らく本系列唯一のライオンズカラー編成として使用されていたが、2009年（平成21年）の定期検査の際に黄色一色塗装化され、同時に客用扉の黄色塗装化も実施されている。なお、本編成は2代目ギャラリートレインとして使用されていたが、塗装変更を機にその座を805Fに譲っている。2012年（平成24年）には特定健康診査・がん検診の受診を啓発する広告編成となり滋賀県のキャラクター「キャッフィー」をメインに、ピンク色を基調としたデザインで運行していた。
2017年3月31日付で本系列初の廃車となり、804編成と入れ替わる形で彦根工場の片隅にて除籍扱いで展示されていたが、同年12月下旬に機関車3両および部品取り用の西武新101系クモハ291とともに解体された。

### 802F
モハ802-モハ1802

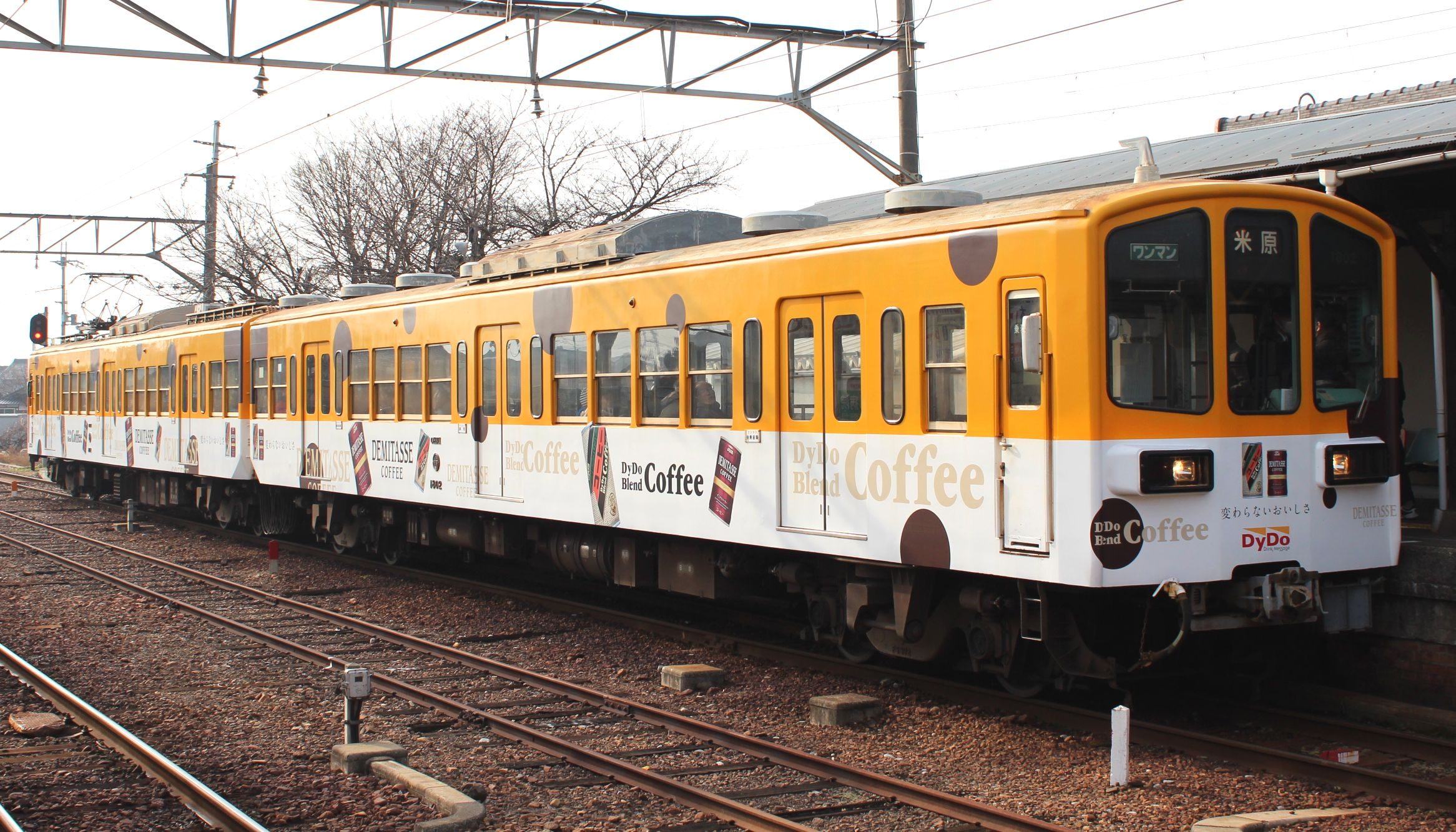
802F
ダイドードリンコ社広告編成
（2013年1月、高宮駅にて）

1998年（平成10年）登場。種車は元425F。前述のように801Fが遅れて営業運転に就いたため、800系で最初に営業運転を開始した編成となった。当初より車体塗装が黄色一色とされたことや、2M編成として竣工したこと、パンタグラフが1基搭載とされたこと以外は801Fに準じるが、張り上げ屋根の後期型車体を持つため外観から受ける印象は異なる。
本編成は2002年（平成14年）からダイドードリンコ社の広告編成となっており、橙塗装をベースに同社の広告がラッピングされた姿で使用されている。2002年のデビュー当初は、元の黄色の車体に橙のラッピングテープを貼りつけたラッピング車両であったが、その後もダイドードリンコ社の広告が継続されることになったため、2003年（平成15年）よりデザインを変更するとともに直接車体に橙の塗装をしたうえで缶コーヒーなどの写真をシールとして貼るという形態に変更された。
その後もラッピングは継続し、2006年（平成18年）にも再びデザインが変更され、2010年（平成22年）には上半分が薄い橙、下半分が白、全体に缶コーヒーのシールとこげ茶色の斑点模様という、従来とは全く違うデザインに一新された。

### 803F
モハ803-モハ1803

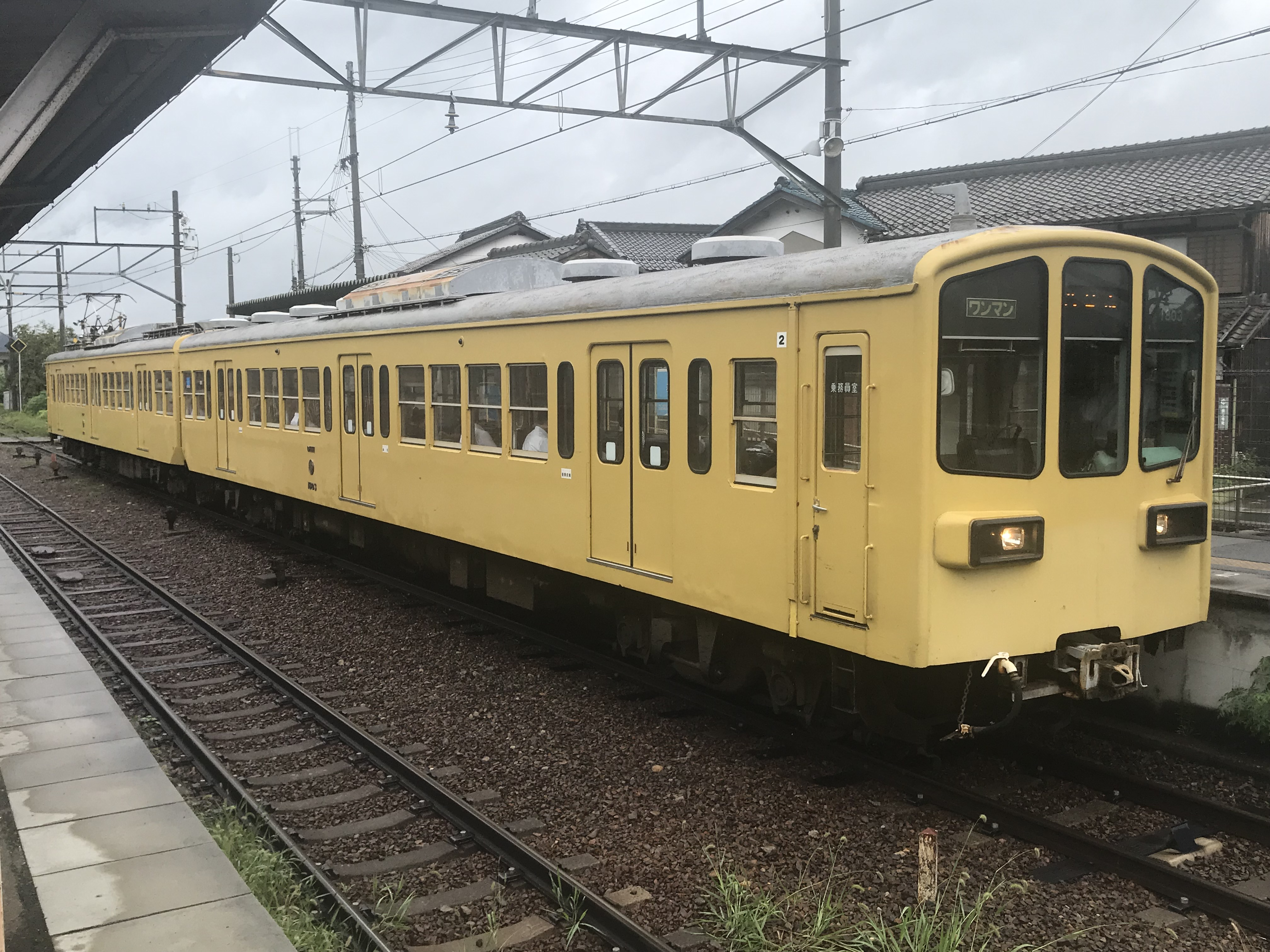
803F
（2019年8月、武佐駅にて）

1999年（平成11年）登場。種車は元415F。801Fと同一形態の初期型車体を持つが、こちらは当初から黄色一色塗装で竣工した。初代ギャラリートレインとして使用された後、2008年（平成20年）にシートモケットの交換および客用扉の黄色塗装化が施工されている。
2020年5月中旬をもって運用から離脱し、同年11月6日に解体のため彦根車庫から搬出された。

### 804F
モハ804-モハ1804

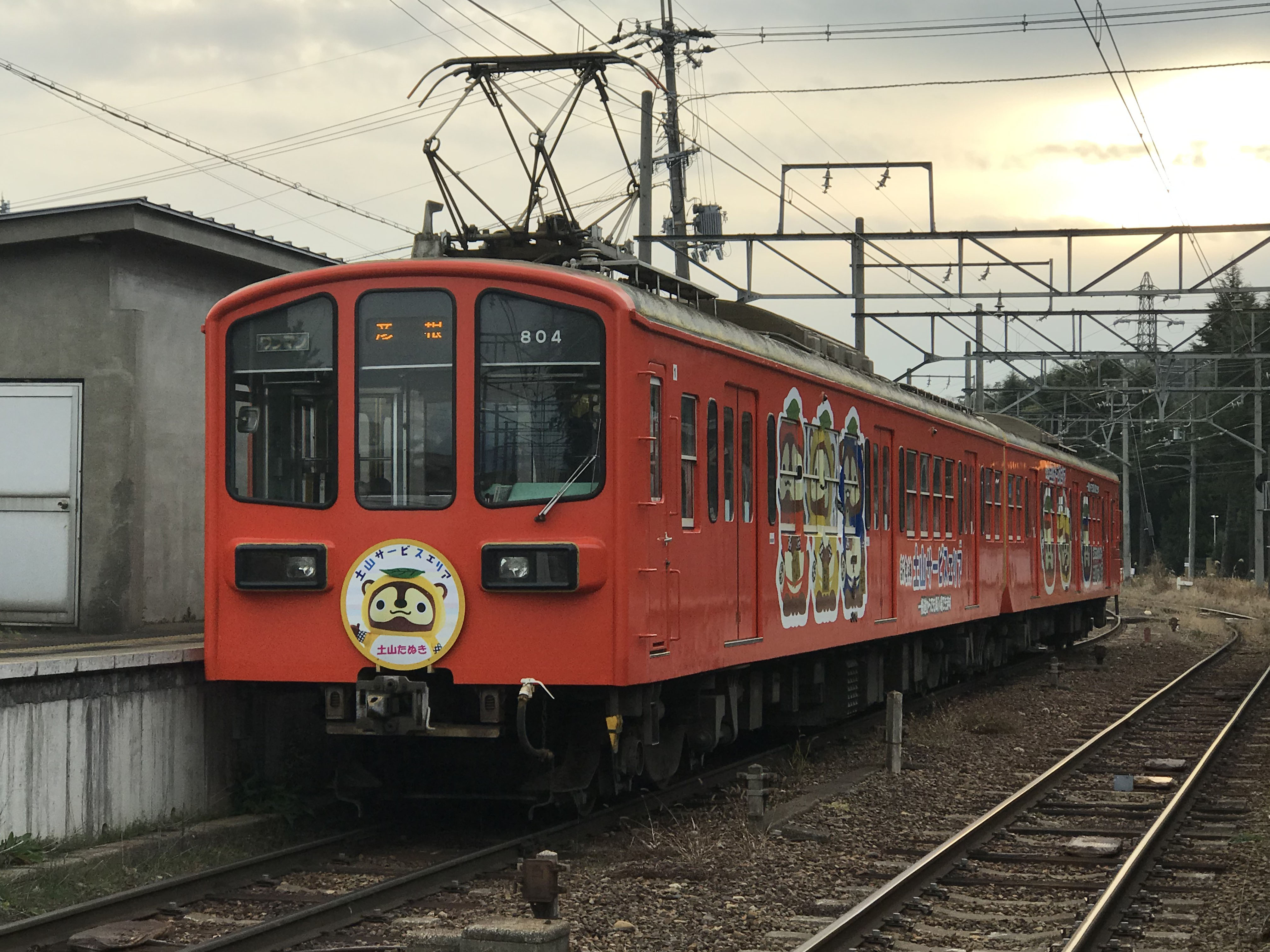
804F
「土山サービスエリア」ラッピング
(2020年1月、武佐駅にて)

1999年（平成11年）登場。種車は元423F。普通屋根・埋め込み型雨樋縦管の中期型車体を持つが、客用扉窓固定支持が金属押さえタイプであるほか、座席肘掛が網棚一体型である等、後期型との折衷設計となっている。

### 805F
モハ805-モハ1805

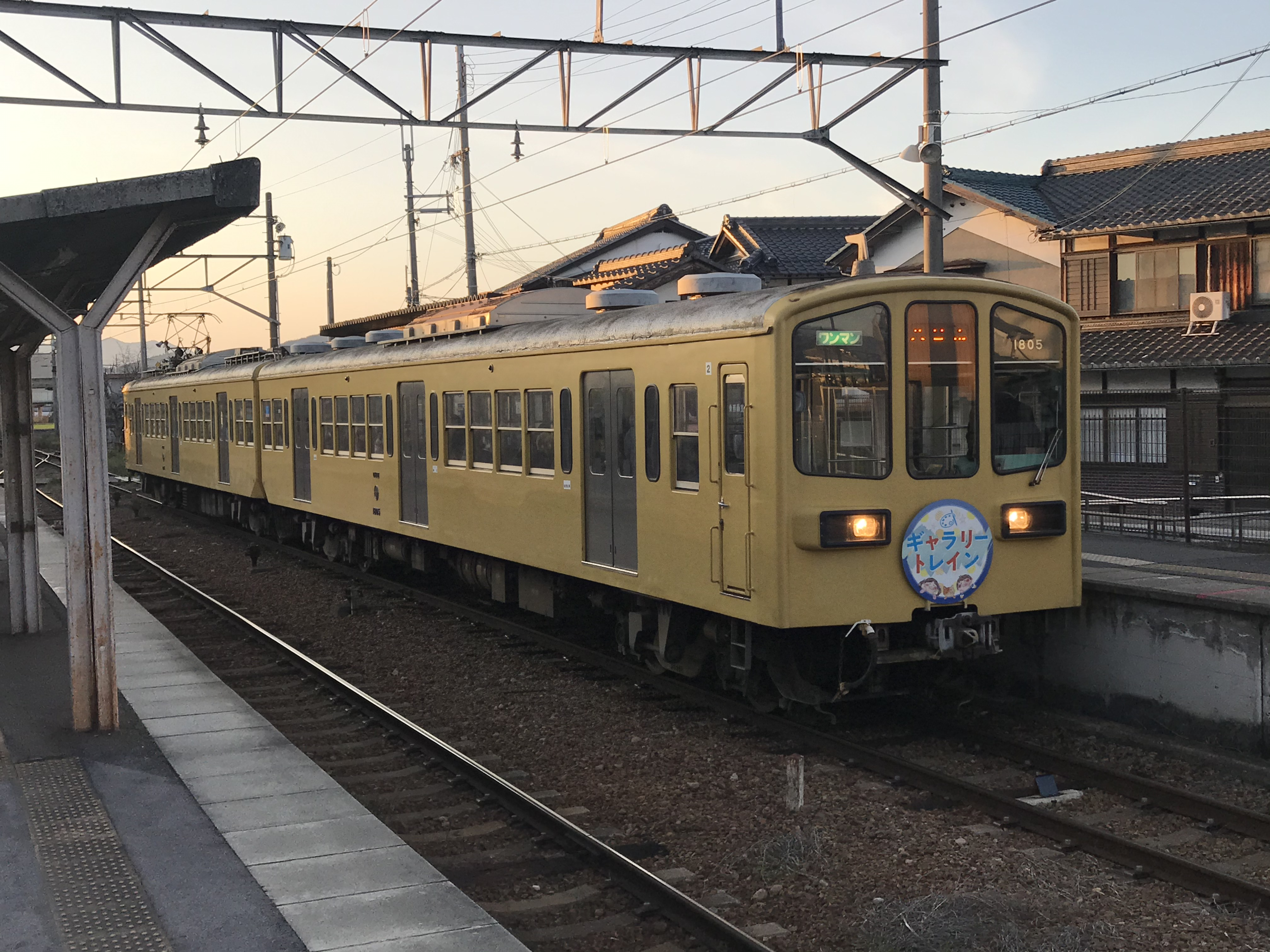
805F
(2020年3月、武佐駅にて)

2000年（平成12年）登場。種車は元417F。804Fと同一形態の中期型車体を持つが、こちらは客用扉固定支持がHゴムタイプで、座席肘掛も丸型である等、標準的な仕様とされている点が異なる。本編成も座席モケットの交換が施工。3代目ギャラリートレインとして使用されている。100系104編成が一時的に使用されていたが現在はヘッドマークを取付せずにギャラリートレインとして使用されている。
2021年（令和3年）11月より「近江十景とれいん」ラッピングが施されている。

### 806F
モハ806-モハ1806

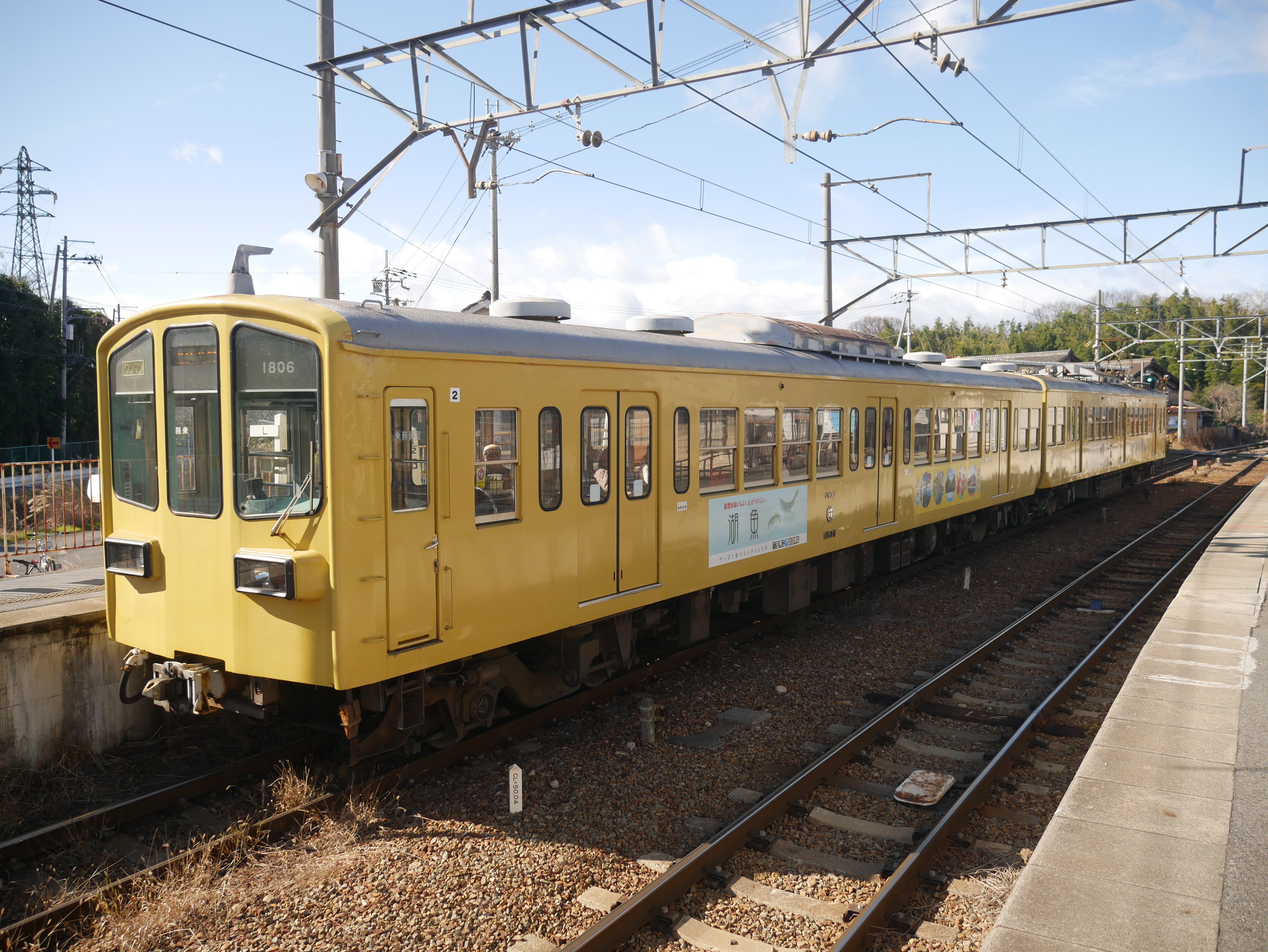
806F
(2020年1月、武佐駅にて)

2000年（平成12年）登場。種車は元421F。805Fと同一形態の中期型車体で、各種仕様も同一である。2006年（平成18年）の定期検査の際、車体再塗装と同時に客用扉の黄色塗装化が施工され、この形態が標準仕様として現在他編成にも波及しつつある。また本編成も座席モケットの交換を施工しているが、同時に乗務員室直後の座席が撤去され、車椅子スペースが新設されている。
2011年（平成23年）には、近江鉄道で映画「けいおん!」公開記念スタンプラリーが実施されることに伴い、スタンプラリー告知の車体シールが掲出された。シールの掲出期間は同年12月3日から12月31日までであったが、年が明けて2012年（平成24年）になってもしばらく掲出されたままだった。
2012年（平成24年）9月より、BIWAKOビエンナーレ2012の開催に伴う告知の車体シールが掲出され、当編成を使用した電車茶会も開催された。
2021年（令和3年）より、『第79回国民スポーツ大会』および『第24回全国障害者スポーツ大会』が2025年（令和7年）に開催されることを告知する「わたSHIGA輝く国スポ・障スポ 2025」のラッピングが施されている。

### 807F
モハ807-モハ1807

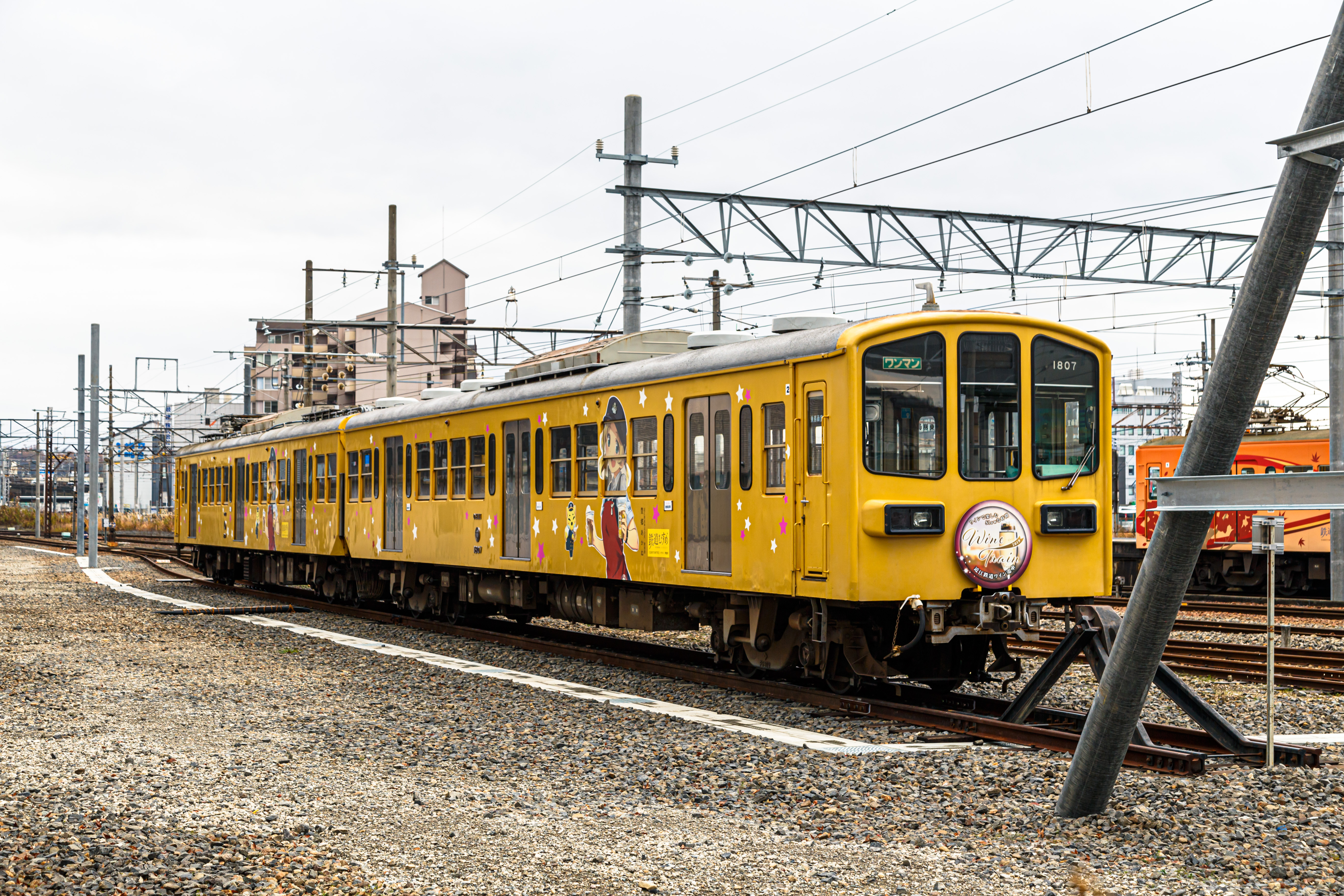
807F
「ワイン列車」装飾
（2019年12月、彦根駅にて）

2002年（平成14年）登場。種車は元413F。801F・803Fと同一形態の初期型車体を持つが、本編成より車内外の仕様に変化が生じている。
- 投入金額表示機能付の新型運賃箱設置
- 乗務員室直後の座席を撤去し、車椅子スペースを新設
- 連結面に転落防止幌を新設

上記仕様は以降の本系列改造に際しても踏襲されることとなった。また、本編成より改造時に車体全体の再塗装が行われるようになっている。
本編成はイベント用電気回路を装備しており、毎年夏季に運行されるビア電「一番絞り号」等イベント列車運行の際は本編成が使用される。なお、本編成も座席モケットの交換が施工されている。

### 808F
モハ808-モハ1808

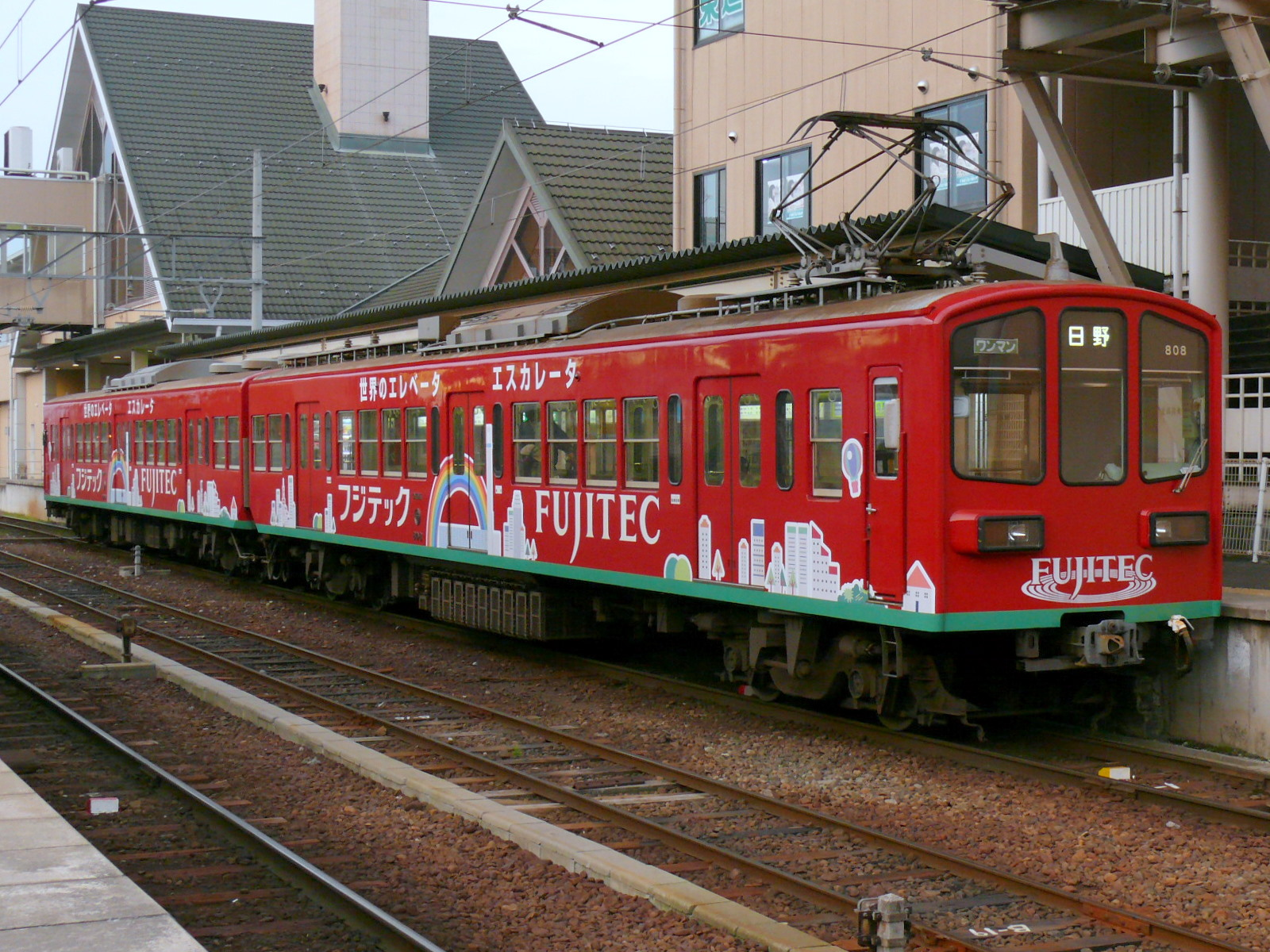
808F
フジテック広告編成
(2007年5月、八日市駅にて)

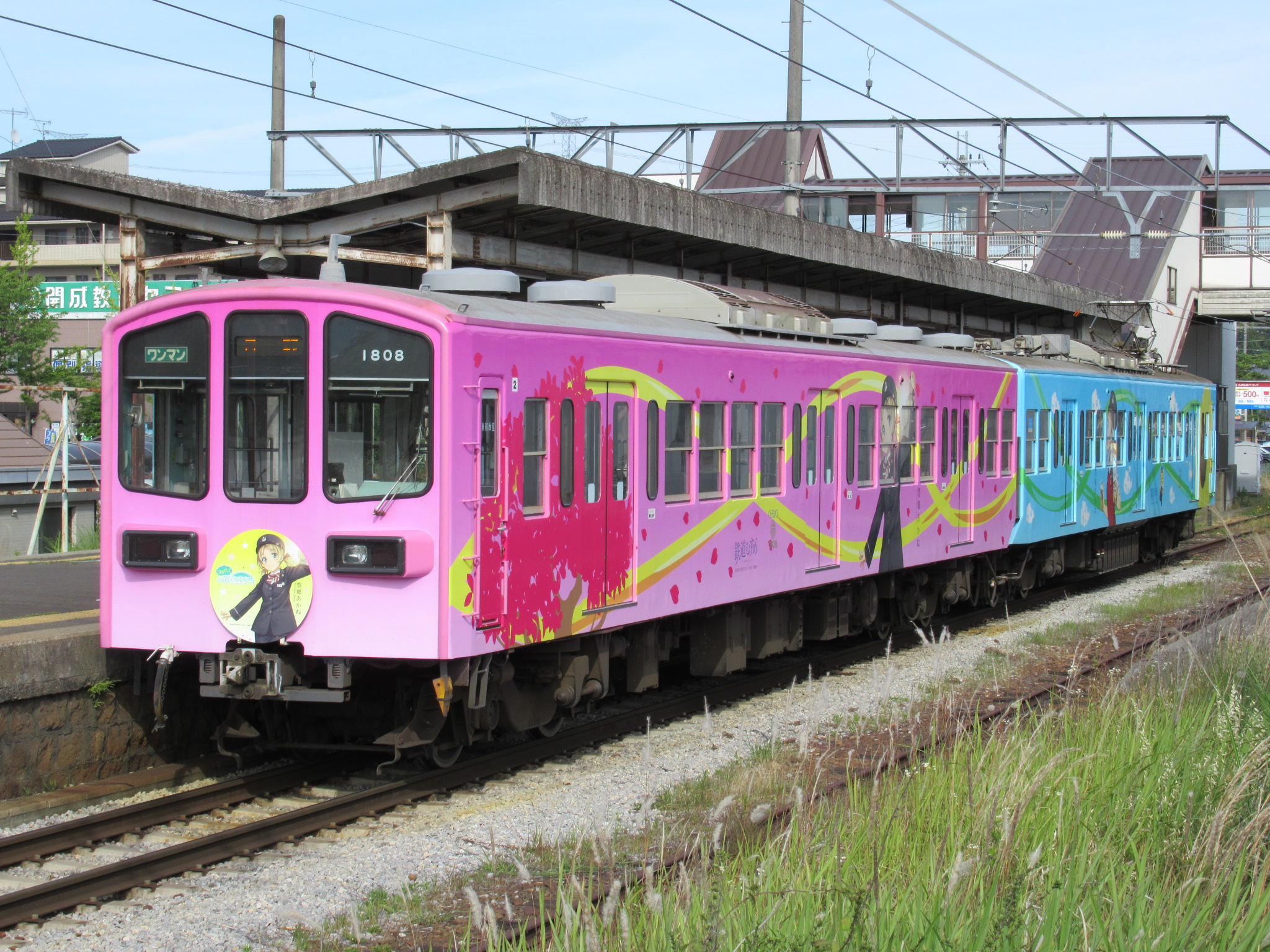
808F
豊郷あかねラッピング車両
(2017年4月、貴生川駅にて)

2002年（平成14年）登場。種車は元433F。802Fと同一形態の後期型車体である他は807Fの仕様を踏襲している。
本編成は2006年（平成18年）よりエレベーター大手製造会社フジテックの広告編成となり、赤塗装をベースに同社の広告がラッピングされた姿で運用された。
2017年（平成29年）2月11日より、鉄道むすめ「豊郷あかね」のラッピング車両として運転されている。

### 809F
モハ809-モハ1809

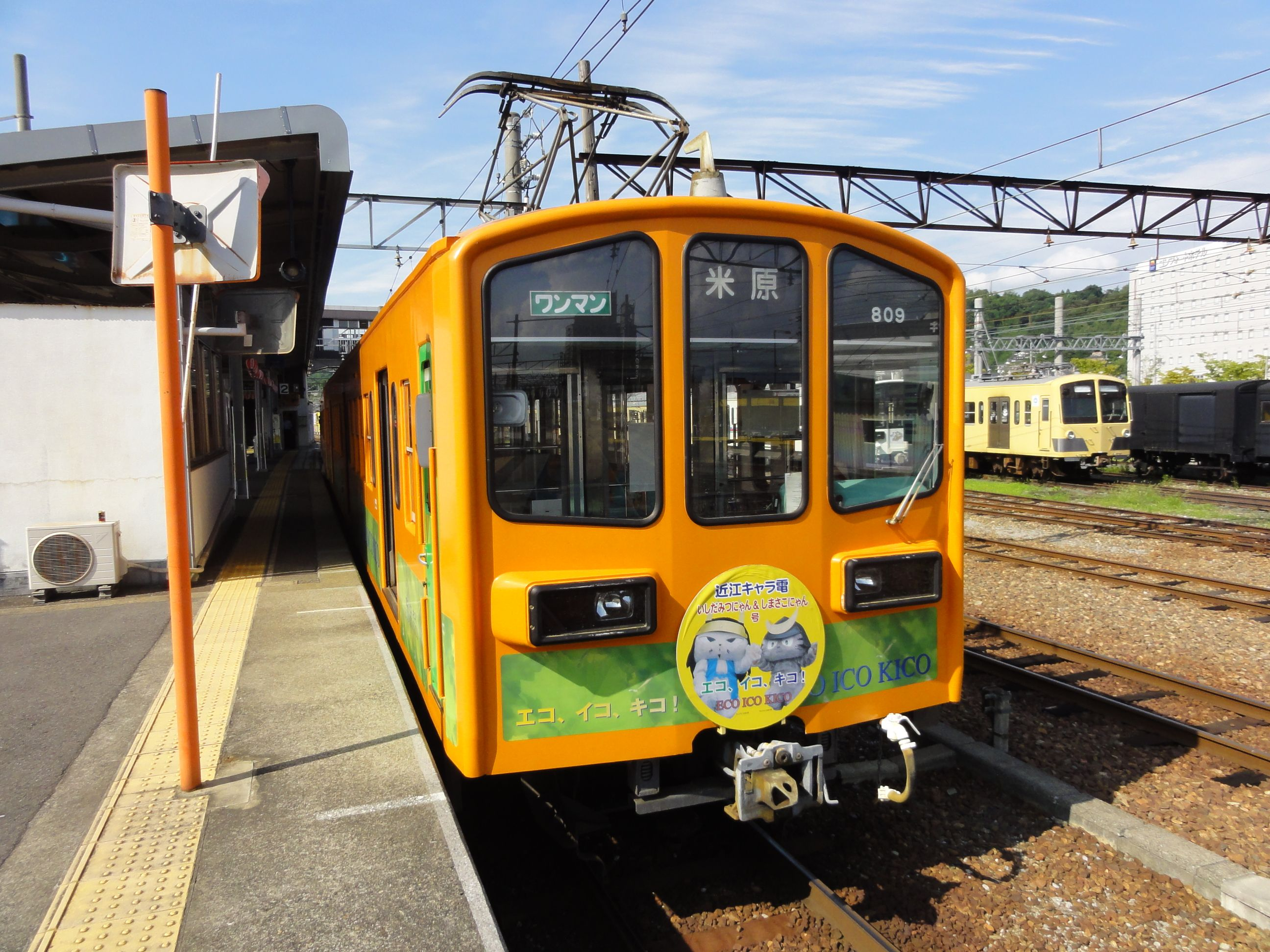
809F
いしだみつにゃん＆しまさこにゃん号(2011年7月、彦根駅にて)

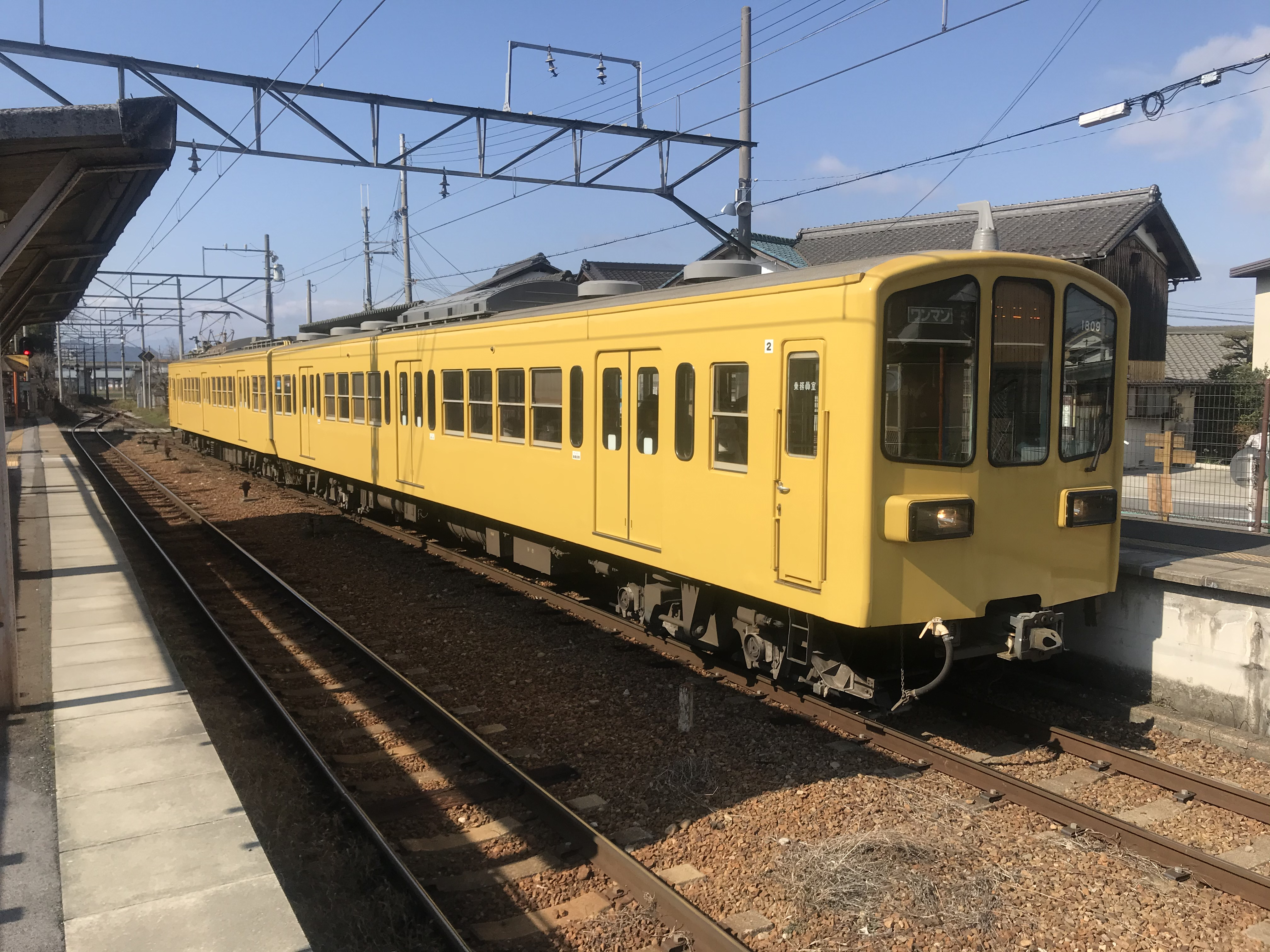
809F(2019年7月、武佐駅にて)

2003年（平成15年）登場。種車は元435F。802F・808Fと同一形態の後期型車体で、各種仕様も809Fに準じるが、運賃箱が廃車となったLE10形12からの流用であることが異なる。
本編成は2009年（平成21年）4月から2019年6月まで、近江キャラ電「いしだみつにゃん＆しまさこにゃん号」として運行し、802F同様のオレンジ塗装をベースにキャラクターのラッピングが施されたほか、車内座席モケットも水色地にキャラクターの画像がプリントされた専用のものと交換されている。また、同時に運賃箱が807F以降で採用された新型のものに交換された。

### 810F
モハ810-モハ1810

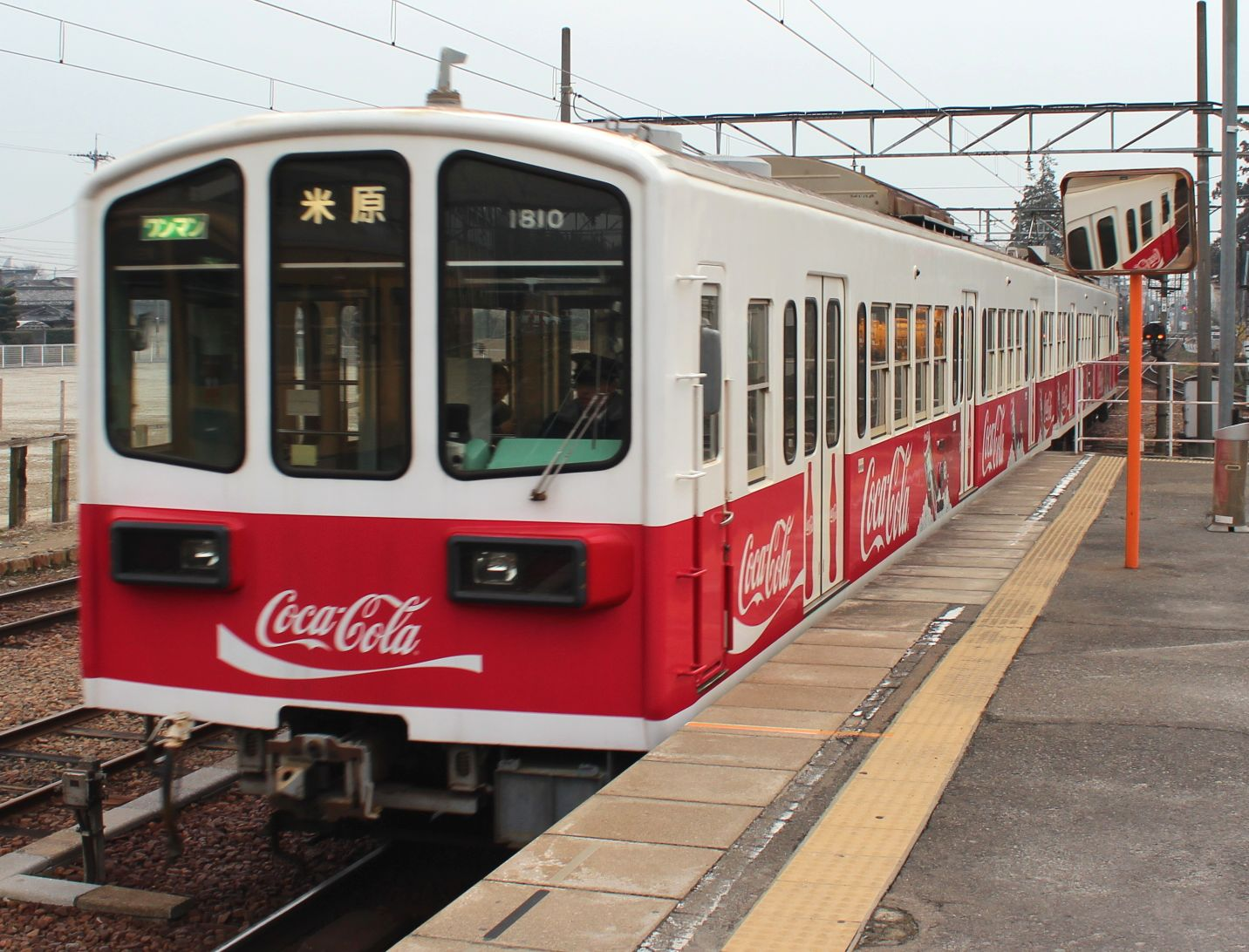
810F
日本コカ・コーラ社の広告編成
(2013年1月、八日市駅にて)

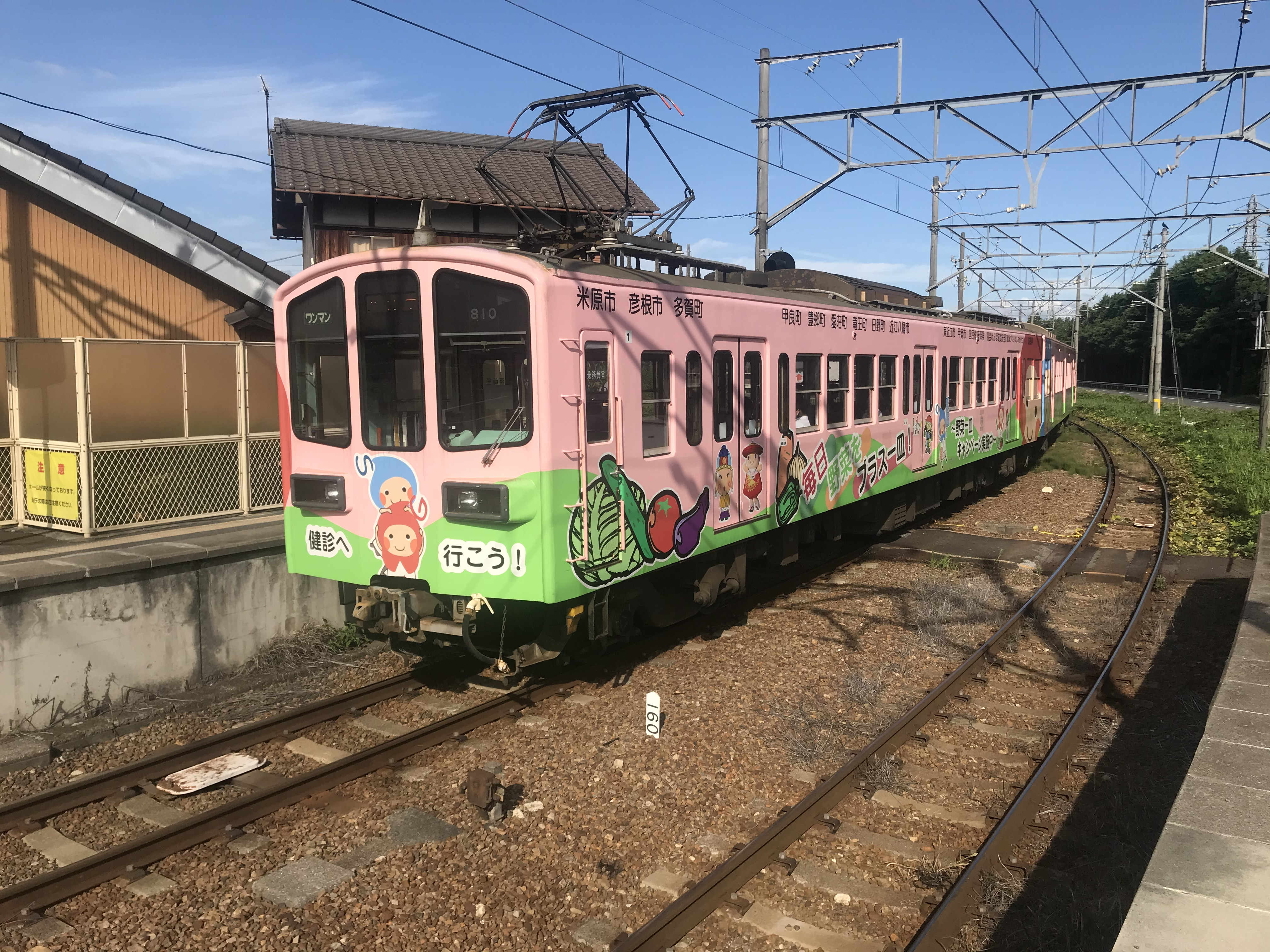
810F
健診啓発ラッピング
(2020年7月、武佐駅にて)

2005年（平成17年）4月登場。種車は元427F。本編成は802F・808F・809Fと同様後期型車体であるものの、客用扉窓固定支持がHゴムタイプであるほか、座席肘掛が丸型である等、初期・中期型との折衷設計となっている。なお、本編成は当初700系702Fとして竣工予定であったが、諸事情から急遽800系に設計変更された経歴を持つ。本編成も座席モケットの交換を施工されている。
本編成は2010年（平成22年）4月より日本コカ・コーラ社の広告編成となり、白と赤のツートンカラーに塗装変更された上でコカ・コーラのロゴなどのラッピングが施されている。
2015年（平成27年）9月にピンク一色の塗装に変更され、同年10月より特定健康診査・がん検診の受診を啓発する滋賀県のキャラクター「しがのハグ＆クミ」をメインにした広告編成となった。
「しがのハグ＆クミ」ラッピング編成が104Fに変更になったことを受け、2023年（令和5年）10月より水色一色の塗装になっている。

### 811F
モハ811-モハ1811

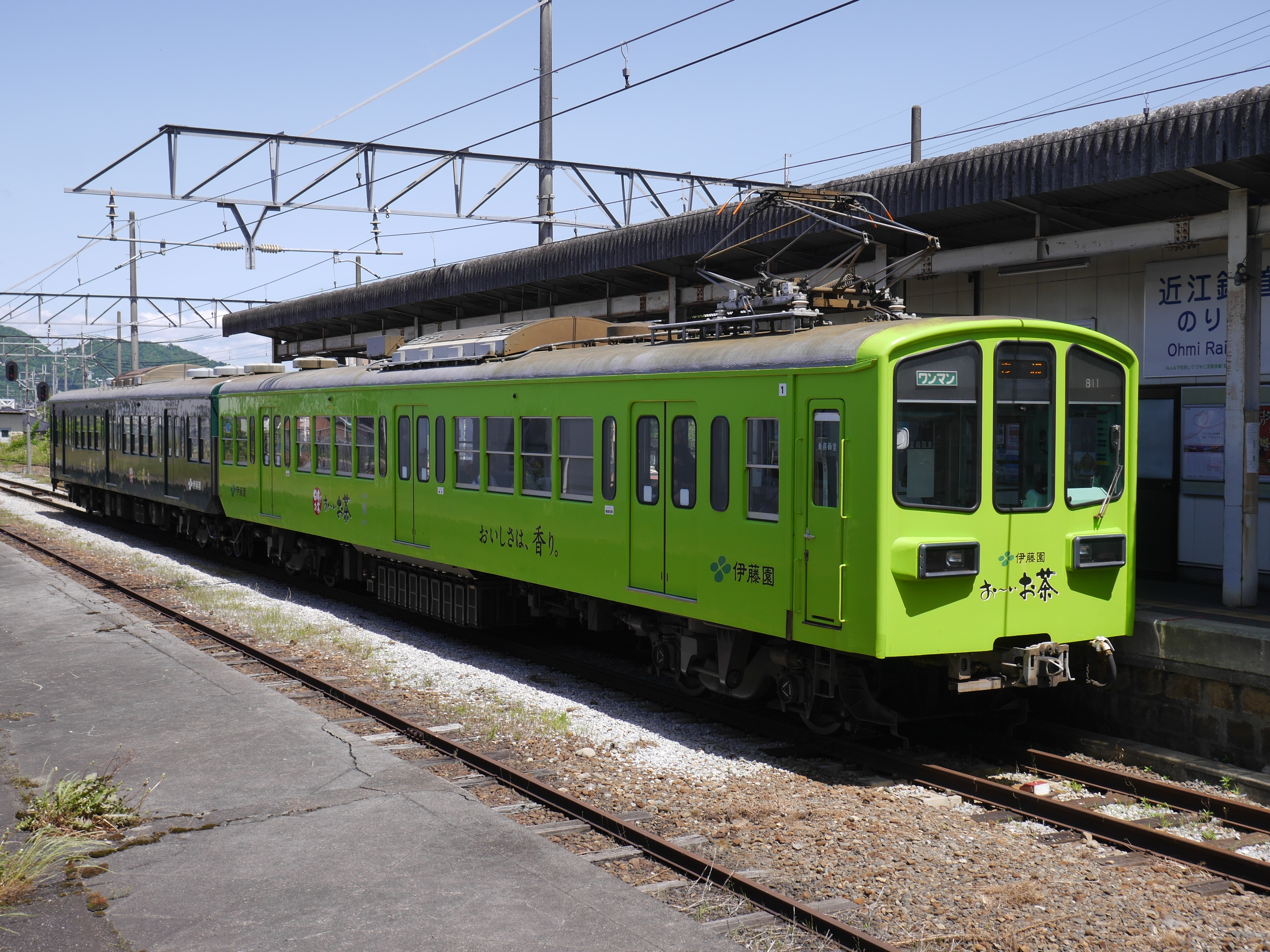
811F
伊藤園社の広告編成
(2017年6月、貴生川駅にて)

2009年（平成21年）4月登場。種車は元411F。801F・803F・807Fと同一形態の初期型車体を持つ。本編成は当初から客用扉が黄色塗装とされ、座席モケットも青色モケットに交換された上で竣工している。2011年度に車椅子スペースが設置された。
2012年（平成24年）、沿線が舞台となる映画「のぼうの城」の公開に伴い、10月1日より『映画「のぼうの城」公開記念ラッピング電車＆ロケ写真展号』が運転され、車内では写真展も開催された。これにあわせて10月14日からは映画公開記念乗車券も発売された。
本編成は2015年（平成27年）4月より伊藤園の広告編成となり、黄緑と濃緑に塗装変更された上でお〜いお茶のロゴなどのラッピングが施されている。

## 820系
種車は同じく西武401系であり、基本仕様も800系806F以前の編成と同一であるが、コスト削減のため改造内容が簡易化されたため別形式に区分される。車体関連の改造は裾角の切り欠きと正面ステンレス飾り板の撤去程度に留まっており、800系と比較すると西武401系時代の原形を比較的保っている。
2編成4両が在籍するが、本形式は改造時期がほぼ同時期であることに加え、種車が同一仕様であり、形態的な差異はない。なお、両編成とも800系と異なり近江鉄道従来車からの車籍継承は行われず、西武鉄道時代からの車籍がそのまま引き継がれている。竣工は822Fが1997年（平成9年）3月と早く、追って同年8月に821Fが竣工している。

### 821F
モハ821-モハ1821

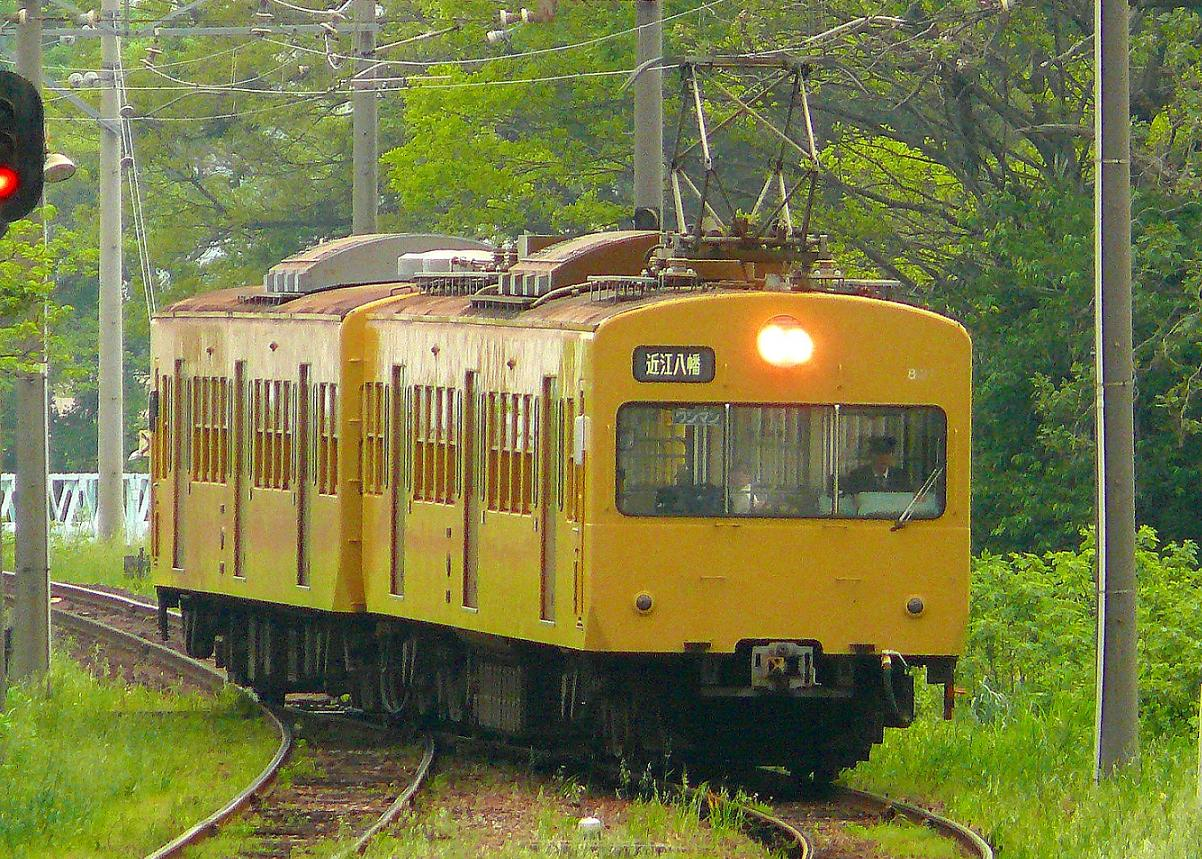
821F
（2007年5月、彦根口駅にて）

1997年（平成9年）8月登場。種車は元429F。張り上げ屋根の後期型を種車とする。2011年の彦根工場での検査に合わせ、車体ドアのステンレス部分まで黄色に塗装され、822Fと差異が生じた。
2022年（令和4年）3月にさよなら運行を実施して引退し、同年12月上旬に解体のため搬出された。

### 822F
モハ822-モハ1822
1997年（平成9年）3月登場。種車は元431F。821F同様、張り上げ屋根の後期型を種車とする。2012年（平成24年）4月6日から滋賀県警・JA共済滋賀県本部の広告編成（パトカー電車）となっていた。
2016年（平成28年）6月16日から、近江鉄道創立120周年を記念して赤電塗装となっている。

## 各編成の仕様一覧
800系・820系
| 車番             | 西武時代の旧番      | 屋根構造 | 雨樋縦管 | 行き先表示器 | 客用扉窓 | 客用扉塗装 | 座席肘掛   | 座席モケット | 車椅子スペース | ドアチャイム | 800形車歴                                                     | 1800形車歴                                                                                         | 廃車          | 備考                                                       |
| ---------------- | ------------------- | -------- | -------- | ------------ | -------- | ---------- | ---------- | ------------ | -------------- | ------------ | ------------------------------------------------------------- | -------------------------------------------------------------------------------------------------- | ------------- | ---------------------------------------------------------- |
| モハ801-モハ1801 | クモハ404-クモハ403 | 普通     | 露出     | LED          | Hゴム    | 有         | 丸型       | 茶色         | 無             |              | 武蔵野鉄道デハ131→西武モハ131→近江鉄道モハ131                 | 武蔵野鉄道デハ103→戦時中に電装解除→西武クハ1203→近江鉄道クハ1203→クハ1214                          | 2017年3月31日 | 元ライオンズカラー編成                                     |
| モハ802-モハ1802 | クモハ426-クモハ425 | 張り上げ | 埋込     | LED          | 金属     | 有         | 網棚一体型 | 茶色         | 無             | 有           | 神戸姫路電鉄9→近江鉄道デハ9→デハニ9→モハ1                     | 湖南鉄道キロハ2→八日市鉄道キハ2→近江鉄道キハ2→ホハフ3→ハニ1(二代)→クハ1213                         |               | 広告ラッピング編成（ダイドードリンコ社）                   |
| モハ803-モハ1803 | クモハ416-クモハ415 | 普通     | 露出     | LED          | Hゴム    | 有         | 丸型       | 青色         | 無             | 有           | 神姫電鉄5→宇治川電気5→近江鉄道デハ5→デハニ5→モハ5             | クハ1221                                                                                           | 2020年        |                                                            |
| モハ804-モハ1804 | クモハ424-クモハ423 | 普通     | 埋込     | LED          | 金属     | 無         | 網棚一体型 | 茶色         | 無             | 有           | 神姫電鉄4→宇治川電気4→近江鉄道デハ4→デハニ4→モハ4             | 近江鉄道は18（初代）→は10（2代）→は5（3代）→フホハ5→フホハ29→ハ1210→クハ1210→クハ1219              |               | 広告ラッピング編成（土山サービスエリア）                   |
| モハ805-モハ1805 | クモハ418-クモハ417 | 普通     | 埋込     | LED          | Hゴム    | 無         | 丸型       | 茶色         | 無             | 有           | 神戸姫路電鉄3→宇治川電気3→近江鉄道デハ3→デハニ3→モハ3         | 近江鉄道は3（3代）→フホハ1→フホハ27→ハ1211→クハ1211→クハ1220                                       |               | 近江十景とれいん                                           |
| モハ806-モハ1806 | クモハ422-クモハ421 | 普通     | 埋込     | LED          | Hゴム    | 有         | 丸型       | 青色         | 無             | 有           | 神戸姫路電鉄8→宇治川電気8→近江鉄道デハ8→デハニ8→モハ8→モハ502 | 近江鉄道は8（初代）→は5（2代）→い2（3代）→フホロハ2→フホハ31→フホハユニ31→サ1206→クハ1206→クハ1502 |               | 広告ラッピング編成（滋賀県）                               |
| モハ807-モハ1807 | クモハ414-クモハ413 | 普通     | 露出     | LED          | Hゴム    | 無         | 丸型       | 青色         | 有             | 有           |                                                               | |               | イベント列車対応編成                                       |
| モハ808-モハ1808 | クモハ434-クモハ433 | 張り上げ | 埋込     | LED          | 金属     | 有         | 網棚一体型 | 茶色         | 有             | 有           |                                                               | |               | ラッピング編成 「鉄道むすめ 豊郷あかねフルラッピング電車」 |
| モハ809-モハ1809 | クモハ436-クモハ435 | 張り上げ | 埋込     | LED          | 金属     | 有         | 網棚一体型 | 青色         | 有             | 有           |                                                               | |               |                                                            |
| モハ810-モハ1810 | クモハ428-クモハ427 | 張り上げ | 埋込     | LED          | Hゴム    | 有         | 丸型       | 青色         | 有             | 有           |                                                               | |               | 水色一色の塗装                                             |
| モハ811-モハ1811 | クモハ412-クモハ411 | 普通     | 露出     | LED          | Hゴム    | 有         | 丸型       | 青色         | 有             | 有           |                                                               | |               | 広告ラッピング編成（伊藤園）                               |
| モハ821-モハ1821 | クモハ430-クモハ429 | 張り上げ | 埋込     | LED          | 金属     | 有         | 網棚一体型 | 茶色         | 有             |              |                                                               | | 2022年3月     |                                                            |
| モハ822-モハ1822 | クモハ432-クモハ431 | 張り上げ | 埋込     | LED          | 金属     | 有         | 網棚一体型 | 茶色         | 無             | 有           |                                                               | |               | 創立120周年記念（赤電）                                    |